# 롤주

롤 주의 위치

롤주(영어: Lol State)는 남수단 서부 바르알가잘 지방에 위치한 주로 주도는 라가이며 면적은 73,354.8km2, 인구는 650,140명(2014년 기준)이다.
2015년에 실시된 행정 구역 개편에 따라 서바르알가잘 주에서 분리되어 신설되었다. 동쪽으로는 동아웨일 주, 아웨일 주, 와우 주와 접하며 남쪽과 서쪽으로는 중앙아프리카 공화국, 북쪽으로는 수단과 국경을 접한다. 11개 군을 관할한다.